# Bernard de Hoog
Bernard de Hoog, né le 19 novembre 1866 à Amsterdam et mort le 17 décembre 1943 à La Haye, est un peintre hollandais influencé par l'école de La Haye.

## Biographie
Bernard de Hoog naît en 1866 . Il fait preuve de talent en tant qu'écolier, mais sa demande d'étudier l'art est refusée. Il passe deux ou trois ans à travailler dans un bureau et le marchand qui trouve des croquis et des dessins au lieu de chiffres dans les livres de comptes lui commande un portrait de sa femme. Avec les encouragements du marchand, Bernard de Hoog est envoyé chez un maître de dessin et ensuite dans une académie de dessin.
Les dernières années d'études sont facilitées par le fait qu'il réussit à obtenir la subvention de la reine des Pays-Bas, qu'il conserve pendant deux ans. Il travaille pendant un certain temps sous la direction d'un des plus grands peintres animaliers néerlandais, Jan van Essen, et copie de nombreux anciens maîtres, tels que Pieter de Hooch et Frans Hals. Sa peinture d'après nature lui permet de comprendre les maîtres anciens. Au cours de l'année 1886, son talent se fait remarquer. Il admire les peintures de Jozef Israëls et d'Albert Neuhuys. Le premier grand tableau qu'il expose  est présenté à Amsterdam, il est intitulé  «Pendant le sermon dans la nouvelle église».

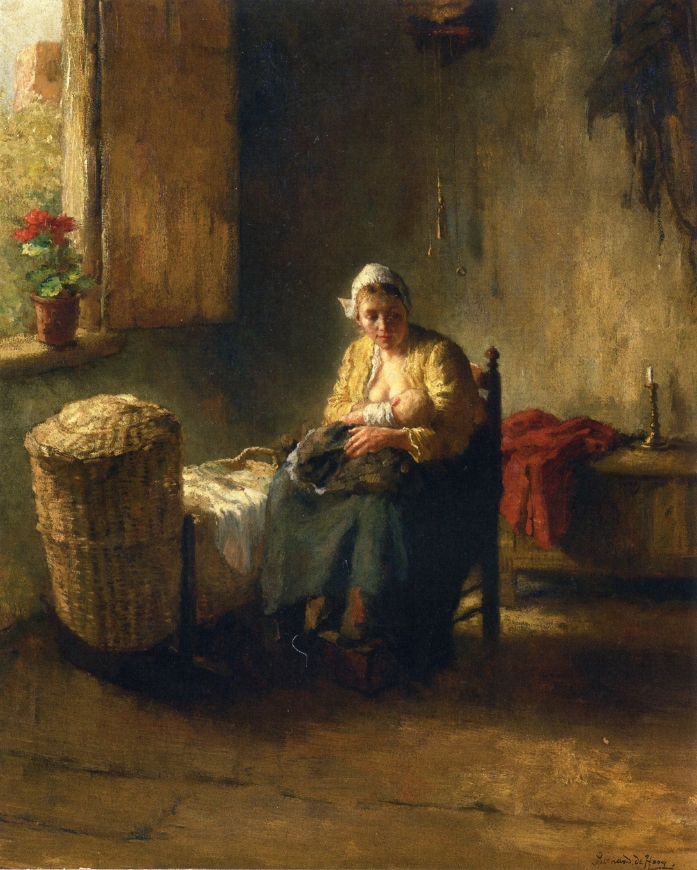
La mère

Très vite, Bernard de Hoog devient un peintre d'intérieur, car il vit dans un village qui en est riche. Il peint des intérieurs pendant quatre ans, puis  émigre dans d'autres provinces avec sa famille. Son talent effectif est alors pleinement apprécié, et les gens comprennent son originalité. Bien qu'influencé par le travail d'Israëls, personne ne peut nier l'individualité de Bernard de Hoog.
Il suit l'école de La Haye, principalement un mouvement de réalisme, une réaction contre l'humeur précédente de romantisme. Il prône la vie simple à la campagne, une atmosphère heureuse et innocente où les enfants jouent un rôle majeur. Il peint de nombreux petits tableaux de la vie des gens de la campagne, des maisons des paysans, avec la lumière qui brille à travers les anciennes fenêtres. Bernard de Hoog a un esprit développé et un goût excellent. Dans l'apparence simple de la vie simple du peuple néerlandais, il découvre une beauté de pensée qui lui dicte sa gestion du ton, il sait exactement comment exprimer le sentiment qui est en lui.
Sur le continent, ses tableaux attirent beaucoup d'attention, et il est bien reçu aux Pays-Bas, où ses scènes populaires sont exposées et vendues dans de nombreuses galeries provinciales et nationales. Ses peintures sont également exportées dans le monde entier, en particulier aux États-Unis, au Canada et en Angleterre.
Son travail est inclus dans l'exposition et la vente de 1939 Onze Kunst van Heden (Notre art d'aujourd'hui) au Rijksmuseum à Amsterdam.
Bernard de Hoog meurt en 1943 à La Haye.

## Œuvres
- Tendresse maternelle[5]